# Cyrtolabulus socotrae
Cyrtolabulus socotrae är en stekelart som först beskrevs av Kohl 1906.  Cyrtolabulus socotrae ingår i släktet Cyrtolabulus och familjen Eumenidae. Inga underarter finns listade i Catalogue of Life.